# Perizoma norvegica
Perizoma norvegica är en fjärilsart som beskrevs av Louis Beethoven Prout 1906. Perizoma norvegica ingår i släktet Perizoma och familjen mätare. Inga underarter finns listade i Catalogue of Life.